# قنوات عصبية
القنوات العصبية المحركة والحسية تتقاطع في الجذع الدماغي، نصفا كرة المخ يحتويان بالإضافة إلى التحكم بالحركة والحس للجهة المعاكسة للجسم، على مناطق متخصصة في العمليات الفكرية، لهذا فكل نصف منهما يتحكم في الحركات ويستقبل الأحاسيس من الطرف المعاكس للجسم.

## تحكم المخ بالإنسان
كما يعلم الجميع أن المخ هو الجهاز الأساسي والمسير لجسم الإنسان فإنه ينقسم بدوره لنصفين يدعيان نصفا الكرة المخية.

## القنوات المحركة
في المنطقة الحركية يوجد تراكم للعصبونات المعروفة كخلايا أهرامية مسؤولة عن كل حركة والتي يمثل المحور القناة الأهرامية المتجهة إلى الجذع الدماغي.

## القنوات الحسية
المثيرات الآتية من الخارج (اللمس، الألم، الحرارة، إلخ.) ومن داخل الجسم (العضلات، الأوتار، المفاصل، إلخ.) مسجلة من طرف مستقبلات خاصة والمولدة لنبضات عصبية متجهة إلى الجهاز العصبي. ثم تسافر النبضات عبر ألياف الأعصاب الحسية الواصلة إلى جذور الشوكية، بعدها تدخل المثيرات إلى النخاع الشوكي عبر حبال خاصة حسب نوع الإحساس المنقول حتى تصل إلى بنى الدماغ. تدرك الأحاسيس في التلفيف الجداري الصاعد لقشرة المخ.